# Stradivarius
Stradivarius er betegnelse for en violin, der er konstrueret og bygget af italieneren Antonio Stradivari (1644-1737), som havde sit instrumentværksted i byen Cremona i Norditalien. 
Han byggede violiner og andre strengeinstrumenter (celloer, guitarer, violaer og harper), som anses for at være noget af det ypperste, der nogensinde er skabt inden for dette område – det gælder både med hensyn til den klanglige og den håndværksmæssige kvalitet.
Der findes stadig over 600 eksemplarer af hans produktion, og de sælges til meget høje priser. 

## Samling påMetropolitan Museum of Art, New York
- "Gould" violin (1693)
- "Francesca" violin (1694)
- "Antonius" violin (1711)